# Jean-Joseph Farre
Jean-Joseph Farre, né le 5 mai 1816 à Valence et mort le 24 mars 1887 à Paris (8e arrondissement), est un général de division et homme politique français, grand-croix de la Légion d'honneur.
Il est ministre de la Guerre de décembre 1879 à novembre 1881, dans le  premier gouvernement Charles de Freycinet puis dans le premier gouvernement Jules Ferry.

## Biographie

### Famille
Il est le fils de Jean-Jacques Farre, garde général des eaux et forêts puis inspecteur des eaux et forêts à Reims, et de Reine Françoise Albert, une famille de la petite bourgeoisie.

### Formation
Jean Joseph Farre est reçu à l’École polytechnique en 1835, puis choisit l’École d’application de Metz, (1837-1839).

### Algérie (1853-1859)
Promu capitaine en 1843, il sert en Algériede 1853 à 1859. Promu chef de bataillon, il participe à l’expédition de Kabylie en 1856, sous les ordres du maréchal Randon ; il est nommé chevalier de la Légion d’honneur.

### Italie (1859-1868)
Il sert en Italie de mars 1859 à mars 1864 puis de décembre 1867 à septembre 1868. Il participe à la Campagne d'Italie (1859) puis est pendant cinq ans commandant du génie des forces d'occupation des États pontificaux et y gagne le grade de colonel en août 1868.

### Guerre de 1870
Versé dans l'armée de Bazaine au début de la guerre franco-allemande de 1870, il peut s'échapper lors de la capitulation de Metz et offre ses services au gouvernement de la Défense nationale, qui l'envoie dans le Nord avec la charge de gouverneur militaire de Lille. Il forme comme il le peut un nouvel embryon d'armée, et s'affaire tant et si bien que lorsque le général Bourbaki prend, quelques jours après, le commandement de ce que l'on appelait l'« armée du Nord », il trouve prêts quatorze bataillons et six batteries.
Le 31 octobre, Farre est promu général de brigade ; avec la mutation de Bourbaki à l’armée de l'Est le 10 novembre, Farre se voit confier l'intérim du commandement en chef de l'armée, forte de 25 000 hommes. Malgré les effectifs bien supérieurs de l’armée de Manteuffel (45 000 hommes, d'ailleurs aguerris) qui remonte vers Amiens, le général Farre n'hésite pas à lui barrer la route. La bataille de Villers-Bretonneux qui s'ensuit, le 27 novembre 1870, est une défaite qui entraîne le repli de l'armée française vers le nord et la chute rapide d'Amiens qui est occupée par les Prussiens.
Quand, le 3 décembre, le général Faidherbe prend possession de son commandement, le général Farre est, en récompense de ses services, maintenu en activité « sans limite d'âge » par décret.

### Fin de la carrière militaire
En avril 1872, il est nommé commandant supérieur du génie en Algérie où il répare les dégâts occasionnés par la révolte des Kabyles. Promu, en 1875, général de division et nommé membre du comité des fortifications, il est chargé de l'inspection des côtes.
Atteint par la limite d'âge en 1881, le général Farre est maintenu en activité, comme ayant commandé en chef devant l'ennemi.

### Ministre de la Guerre (1879-1881)
Le souvenir de sa collaboration avec le général Faidherbe a valu au général Farre les sympathies de la gauche du Parlement. À plusieurs reprises, son nom est prononcé à propos de remaniements ministériels : finalement, à la formation du premier cabinet Freycinet (29 décembre 1879), il est nommé ministre de la guerre. Il modifie le haut personnel du ministère par dissolution du corps de l'État-major, adhère nettement à la suppression des aumôniers militaires (janvier 1880) ; décide (3 février) que les grades d'officiers territoriaux seraient dévolus aux officiers retraités; dépose (juin) un projet rendant indépendant le service de santé militaire, et, quand Charles de Freycinet se retire, le général conserve le portefeuille de la Guerre dans le cabinet reconstitué (23 septembre 1880) sous la présidence de Jules Ferry.
Lors de la conquête de la Tunisie par la France, son administration provoque des critiques assez vives. Il a inauguré, pour faire face aux besoins de cette expédition, un système de renforts que l'on baptise du nom de « petits paquets ». De la droite à l'extrême-gauche, on l’accuse de compromettre la mobilisation de l'armée. En janvier 1881, il dépose, au Sénat, un projet sur l’avancement dans l’armée. Le Sénat demande certaines garanties et refuse au ministre le droit de nommer les généraux : la commission de classement est maintenue. En juillet, il combat vivement la proposition Laisant sur le service de 3 ans, et la fait renvoyer à la commission. Certaines mesures prises par le général Farre : par exemple, la suppression des tambours, soulèvent dans les cercles militaires, et plus encore parmi la population civile, des protestations. Le général Farre quitte le ministère le 13 novembre 1881.
Le 25 novembre 1880, il a été nommé sénateur inamovible,. Jusqu'à sa mort, il vote avec la gauche du Sénat : la loi du 30 juin 1881 sur le droit de réunion, la loi du 29 juillet 1881 sur la liberté de la presse, pour la réforme judiciaire, pour le divorce (motion Naquet, finalement repoussée par le Parlement), pour les crédits des expéditions du Tonkin et de Madagascar, etc., et prend part aux discussions intéressant l'armée.
Il est élevé à la dignité de grand-croix de la Légion d'honneur le 10 juillet 1886.

## Décorations
- Grand-croix de la Légion d'honneur (10 juillet 1886)[8]
  - Grand officier le 14 juillet 1880, à l'occasion de la distribution des drapeaux
  - Commandeur le 31 décembre 1872.
  - Officier le 12 mars 1862
  - Chevalier le 12 juin 1856.